# الخبايا
الخبايا هي رواية قصيرة صدرت عام 1958 لكاتب حركة «جيل بيت» جاك كيروك. هي حكاية شبه خيالية لعلاقته الغرامية قصيرة الأمد مع ألين لي (1931-1991)، وهي امرأة أفريقية أميركية، في قرية غرينويتش، نيويورك. التقى كيروك بألين في نهاية صيف عام 1953 وقتما كانت تطبع مخطوطات وليام بوروز وألن غينغسبرغ، في شقة ألن القابعة في حي لور إيست سايد. في الرواية القصيرة، نقل كيروك أحداث القصة إلى سان فرانسيسكو وغيّر اسم ألين لي إلى «ماردو فوكس». توصَف بأنها هانئة الروح تتردد على نوادي الجاز والحانات المتسمة بطابع البيت الناشئ في سان فرانسيسكو. يظهر أصدقاء وشخصيات معروفة أخرى من حياة الكاتب في الرواية بقليل من التمويه. بُنيت شخصية فرانك كارمودي على ويليام إس. بوروز، وبُنيت شخصية آدم موراد على ألن غينغسبرغ. حتى غور فيدال يظهر بشخصية الروائي الناجح أرييل لافالينا. تظهر ذات كيروك البديلة باسم ليو بيرسيبايد، ولا يُذكر خصمه الأبدي نيل كاسادي إلا ذكرًا عابرًا تحت اسم ليروي.

## دليل الشخصيات
بنى كيروك شخصياته الخيالية في الغالب على أصدقائه وعائلته.
لم يُسمح لي باستخدام نفس أسماء الأشخاص في الأعمال كلها بسبب اعتراضات ناشريّ الأوائل.

جاك كيروك، رؤى كودي.
| الشخص في الحياة الواقعية | اسم الشخصية    |
| جاك كيروك                | ليو بيرسيبايد  |
| أنتون روزنبرغ            | جوليان ألكسندر |
| إيريس برودي              | روكسان         |
| ويليام إس. بوروز         | فرانك كارمودي  |
| جوان فولمر               | جين            |
| لوسيين كار               | سام فيدر       |
| نيل كاسادي               | ليروي          |
| غريغوري كورسو            | يوري غيلغوريك  |
| ألن إيغر                 | روجر بيلوا     |
| ويليام غاديس             | هارولد ساند    |
| ألن غينغسبرغ             | آدم موراد      |
| لوان هينديرسون           | آني            |
| جون كليلون هولمز         | باليول مكجونز  |
| بيل كيك                  | فريتز نيكولاس  |
| ألين لي                  | ماردو فوكس     |
| جيري نيومان              | لاري أوهارا    |
| غور فيدال                | أرييل لافالينا |
| ديفيد داياموند           | سيلفستر شتراوس |

## النقد والأهمية الأدبية
نُقدت الرواية، التي كُتبت بصيغة مذكرات المُتكلم، لتصويرها مجموعات الأقلية الأميركية، خصوصًا الأفريقيين الأميركيين، بصورة سطحية غالبًا ما تظهرهم بمظهر بدائي بسيط دون إعطاء نظرة عن ثقافتهم أو وضعهم الاجتماعي في وقتها. الجاز وثقافة الجاز محوريان في الرواية، يربطان معًا مواضيع كتابة كيروك فيها كما في أي مكان آخر، ويعبّر عنهما بأسلوب «النثر العفوي» الذي ألف فيه معظم أعماله. يوضح الاقتباس التالي من الفصل الأول أسلوب النثر العفوي الذي استخدمه في الخبايا:
إنني أصنع بداية جديدة، بادئةً من جديد تحت المطر، لماذا قد يرغب أي كان بإيذاء قلبي البسيط، قدميّ، يديّ الدقيقتين، جلدي الذي يلُفّني لأن الله أرادني دافئة داخله، أصابع قدميّ، لماذا خلق الله كل هذا عُرضةً للتفسّخ والهلاك والأذى، لماذا يريدني أن أُحسّ وأصرخ، لماذا تتعرى البراري والأجساد وتتكسر، ارتعشتُ عندما قهرني الوهّاب، عندما صرخ أبي، وحلُمت أمي، بدأت ضئيلة وانتفخت، وأنا الآن كبيرة وطفلة عارية مجددًا لا أفعل إلا البكاء والخوف. آهٍ، احمِ نفسك، ملاك اللاأذى، أنت يا من لم تؤذِ ولا يمكن لك أن تؤذي وتصدع بريئًا آخر في قوقعته وتكشف ألمًا مستترًا، لُفّ حبلًا حولك، يا عزيزي، احمِ نفسك من الأذى وانتظر، حتى يعود أبوك مجددًا، وترميك أمك دافئًا في وادي القمر خاصتها، أشرق على نول أيام الصبر، وكن سعيدًا في الصباحات.

-  ماردو فوكس، في الخبايا.